# Revue Takarazuka
 (juin 2012).
Si vous disposez d'ouvrages ou d'articles de référence ou si vous connaissez des sites web de qualité traitant du thème abordé ici, merci de compléter l'article en donnant les références utiles à sa vérifiabilité et en les liant à la section « Notes et références ».
 (janvier 2020).
La mise en forme du texte ne suit pas les recommandations de Wikipédia : il faut le « wikifier ».
Les points d'amélioration suivants sont les cas les plus fréquents. Le détail des points à revoir est peut-être précisé sur la page de discussion.
- Les titres sont pré-formatés par le logiciel. Ils ne sont ni en capitales, ni en gras.
- Le texte ne doit pas être écrit en capitales (les noms de famille non plus), ni en gras, ni en italique, ni en « petit »…
- Le gras n'est utilisé que pour surligner le titre de l'article dans l'introduction, une seule fois.
- L'italique est rarement utilisé : mots en langue étrangère, titres d'œuvres, noms de bateaux, etc.
- Les citations ne sont pas en italique mais en corps de texte normal. Elles sont entourées par des guillemets français : « et ».
- Les listes à puces sont à éviter, des paragraphes rédigés étant largement préférés. Les tableaux sont à réserver à la présentation de données structurées (résultats, etc.).
- Les appels de note de bas de page (petits chiffres en exposant, introduits par l'outil «  Source ») sont à placer entre la fin de phrase et le point final[comme ça].
- Les liens internes (vers d'autres articles de Wikipédia) sont à choisir avec parcimonie. Créez des liens vers des articles approfondissant le sujet. Les termes génériques sans rapport avec le sujet sont à éviter, ainsi que les répétitions de liens vers un même terme.
- Les liens externes sont à placer uniquement dans une section « Liens externes », à la fin de l'article. Ces liens sont à choisir avec parcimonie suivant les règles définies. Si un lien sert de source à l'article, son insertion dans le texte est à faire par les notes de bas de page.
- La présentation des références doit suivre les conventions bibliographiques. Il est recommandé d'utiliser les modèles {{Ouvrage}}, {{Chapitre}}, {{Article}}, {{Lien web}} et/ou {{Bibliographie}}. Le mode d'édition visuel peut mettre en forme automatiquement les références.
- Insérer une infobox (cadre d'informations à droite) n'est pas obligatoire pour parachever la mise en page.

Pour une aide détaillée, merci de consulter Aide:Wikification.
Si vous pensez que ces points ont été résolus, vous pouvez retirer ce bandeau et améliorer la mise en forme d'un autre article.
La revue Takarazuka (en japonais : 宝塚歌劇団, Takarazuka kagekidan) est une revue ou compagnie de théâtre japonaise composée exclusivement de femmes non mariées.
La revue est originaire de la ville de Takarazuka dans la préfecture de Hyōgo (région du Kansai), d'où son nom, qui signifie littéralement colline du trésor. Elle se produit à Tokyo au théâtre Takarazuka et à Takarazuka au Grand Théâtre de Takarazuka.

## Histoire
Le Takarazuka, dont la devise est « grâce, beauté et modestie », est une véritable institution au Japon. Elle a été créée en 1914 à Takarazuka, station thermale du Kansai (ouest du Japon), par Ichizō Kobayashi, fondateur de la compagnie privée de chemin de fer Hankyu et d'une société de production et de distribution de films, Tōhō.
La compagnie voulut encourager les gens à employer cette nouvelle ligne. C’est ainsi que, pour attirer la clientèle, une compagnie musicale uniquement composée de femmes a été créée. C’était la toute première au Japon, elle comportait vingt membres au début.
Le temps passant, la troupe a été divisée en trois troupes : fleur, lune et neige. Après ces modestes débuts, la compagnie prit de l’ampleur au fil des années, tant et si bien qu’elle comprend en 2014, 420 membres, organisées en cinq groupes principaux : Fleur, Lune, Neige, Étoile (ajouté en 1933), et Cosmos (créé en 1998), plus un groupe spécial, le Senka ou « cours spécial », composé des vétérans de la troupe.
En 2001, un nouveau groupe a été créé, comme un prolongement des efforts de la compagnie pour se moderniser. Les stars montantes sont alors transférées hors des groupes principaux pour aller dans le nouveau groupe (connu sous le nom de « Nouveau Senka ») et ainsi peuvent apparaître plus souvent et avec différentes troupes.

## Fonctionnement
Il est à noter que, de la même façon que les acteurs du théâtre traditionnel kabuki interprètent les rôles féminins (onnagata), les actrices du Takarazuka assument les rôles masculins (otokoyaku).
Les rares élues qui continuent travaillent beaucoup pour devenir les têtes d’affiche et tiennent généralement les premiers rôles vers la trentaine. Généralement elles quittent la compagnie dans les trois ans qui suivent. Les actrices qui quittent la revue continuent souvent des carrières très réussies dans le spectacle, le cinéma et la télévision. Les plus connues au Japon sont Yūki Amami, Miki Maya, Rei Dan (en). De même, l'interprète originale du personnage d’Oscar de Jarjayes, Yuri Haruna (榛名 由梨) en 1974, apparaît encore régulièrement sur scène aujourd’hui.
Les grandes stars sont les otokoyaku, celles qui tiennent les rôles masculins et elles ont toutes leur fan club. Chaque troupe compte un duo de stars, composé des actrices qui interprètent les premiers rôles masculins et féminins (musumeyaku) de cette troupe. Les histoires sont le plus souvent des histoires d'amour romantiques. L'assistance technique du Takarazuka est féminine à 90 %.

La revue Takarazuka monte huit nouvelles productions chaque année. Chaque production compte entre 60 et 70 actrices qui apparaissent sur scène, avec des changements fréquents de costumes qui rendent ainsi ces productions très spectaculaires.

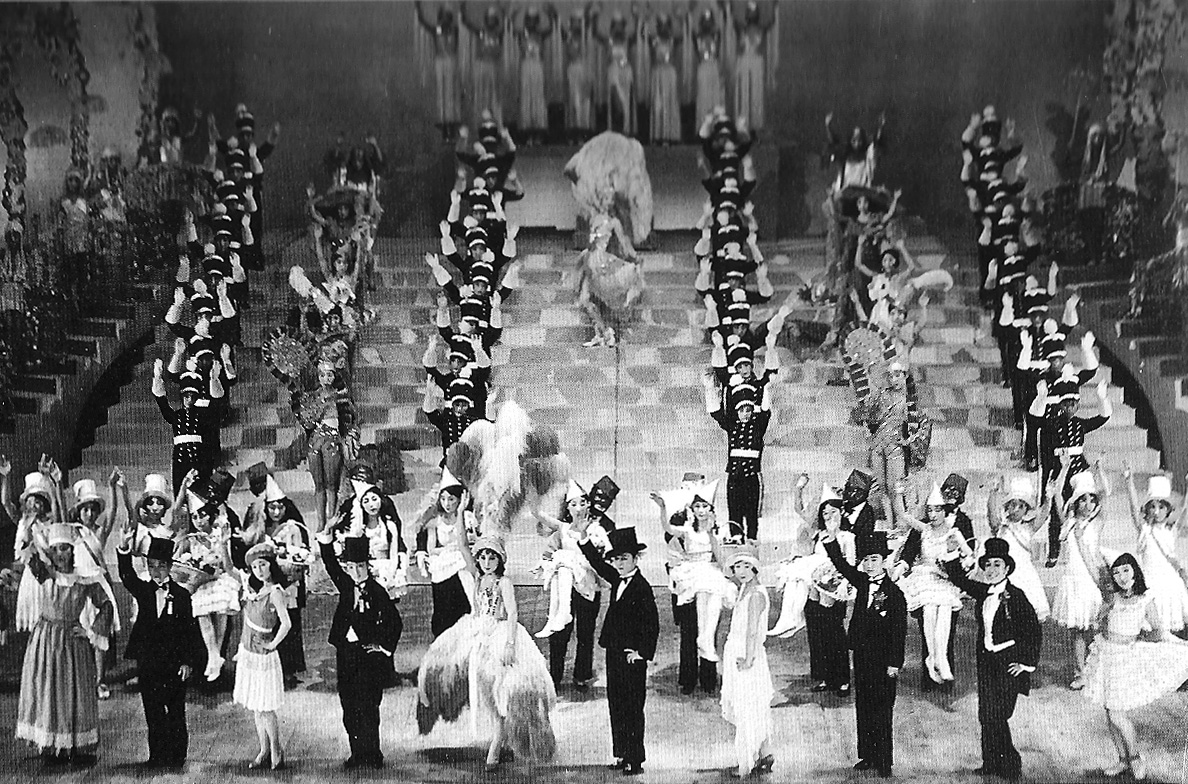
La revue lors de la production Paris Sette, en août 1930.

La compagnie se produit tout au long de l'année au Grand Théâtre de Takarazuka dans la ville de Takarazuka, ainsi qu’au théâtre Takarazuka de Tokyo, situé à côté de l'hôtel impérial au centre de la capitale, où elle affiche des taux de remplissage de près de 100 %. Les deux théâtres ont été complètement reconstruits ces dernières années. Le nouveau Grand Théâtre Takarazuka a ouvert en 1994 et le nouveau Théâtre de Tokyo le 1er janvier 2001. Ils ont également un plus petit théâtre situé à Takarazuka, le Bow Hall.
La compagnie part régulièrement en tournée au Japon. On la retrouve régulièrement durant un mois entier, en août, au théâtre de Hakataza de Fukuoka. La troupe se produit également à l'étranger, comme à Berlin en juin 2000, en Corée du Sud en 2005 ou prochainement à Taiwan.
Leurs productions sont diffusées à la télévision au Japon et une chaine de télévision Takarazuka est née en 2002 (la sky stage). La compagnie a également commencé à produire des vidéos de ses spectacles en 1995 et vend aujourd’hui des magazines, vidéos, DVD et les photographies des stars de la troupe. Tous ces produits dérivés sont distribués dans le propre magasin de la troupe situé au sein du théâtre de Takarazuka et baptisé Quatre Rêves.

## Takarazuka Music School

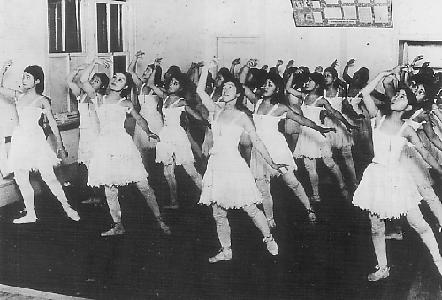
Un cours de danse classique en 1919.

Les actrices entrent dans la compagnie par l'intermédiaire de l'école de musique qui lui est attachée. Il n'y a qu'une école de Takarazuka au Japon nommée "Takarazuka Music School". Elle se situe à près d'un kilomètre de la gare de Takarazuka. Le passage par cette école est obligatoire pour les jeunes filles qui ont entre 15 et 18 ans. Chaque année, plus d'un millier de jeunes filles tentent leur chance pour intégrer cette prestigieuse école, tant connue pour sa discipline de fer que pour sa hiérarchie extrêmement stricte. Pour accéder à cet établissement, elles doivent passer par de nombreuses épreuves: des castings de danse, de chant et une entrevue.
De surcroît, il est à noter qu'il y a une énorme concurrence pour entrer dans l'école. En effet, chaque année, seulement 40 nouvelles étudiantes sont sélectionnées et accueillies par les étudiantes de deuxième année. Une fois acceptées, elles devront  suivre un programme très chargé afin de maitriser de nombreuses compétences que l'école exige. Elles vont donc pratiquer de la danse (classique, moderne et japonaise), des claquettes, des cours de pilate, du chant (classique et moderne), du piano et enfin du théâtre.

## Le rôle d'otokoyaku
L'étudiante choisissant d'interpréter le rôle d'otokoyaku va mettre de côté les pronoms féminins pour les remplacer par les pronoms masculins.
Otokoyaku est le nom donné à l'actrice qui interprète le rôle de l'homme durant la représentation.
Cependant, le otokoyaku ne représente pas l'homme au sens propre de sa forme. Comme le onnagata dans le kabuki, le otokoyaku est une idéalisation du sexe masculin. Autrement dit, l'homme dans le Takarazuka est un être sensible, charmant, drôle, brave et surtout très romantique. Cette image est donc l'opposée des hommes dit "ordinaires", à savoir des salaryman japonais qui n'ont pas souvent le temps de s'occuper de leur propre famille à cause des heures supplémentaires au travail et aux sorties entre collègues. Le otokoyaku est donc une fiction détachée de la réalité japonaise.
Les actrices jouant l'otokoyaku se doivent de garder cette image d'homme idéal même en dehors de la scène. Cela veut dire que les otokoyaku n'ont pas le droit de s'habiller avec des vêtements féminins (robe, jupe) et se doivent de garder les cheveux courts dans leur vie quotidienne car cela risquerait de briser la cristallisation des fans qui voit l'otokoyaku comme un homme idéal et non une actrice jouant le rôle d'un homme.

## La femme dans le Takarazuka

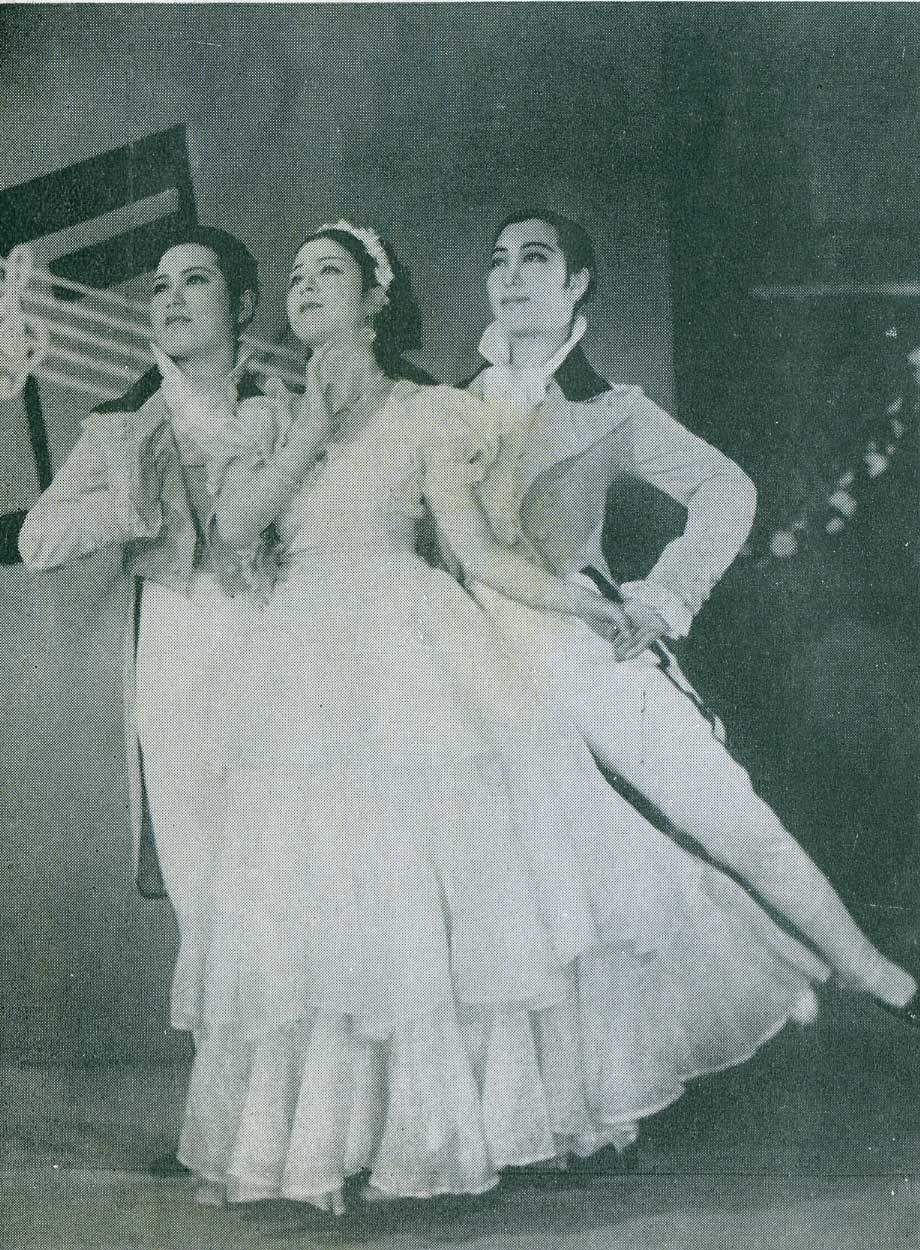
Tsubaki Katayama (rôle féminin) entre Machiko Akeno et Akiko Miyajima (rôles masculins) en 1936.

La femme a une place particulière dans le Takarazuka. En effet, même si le théâtre est composé que d'actrices (de sexe biologique féminin), ce sont  les actrices jouant un rôle d'homme qui sont mises en valeur. Au plus haut de la hiérarchie de chaque troupe se trouve un duo de star composé d'un otokoyaku et d'une musumeyaku. Cependant, le otokoyaku va être présenté comme "Top Star", alors que la musumeyaku va être nommée "Top Musumeyaku" littéralement traduit par Top rôle de ma fille (musume étant utilisé par les mères pour désigner leur fille). Cette différence d'appellation démontre le fossé et l'importance que l'on donne au genre masculin au détriment du genre féminin. Parmi les actrices s'étant spécialisées dans les rôles masculins, on distingue Akira Matsu, tête d'affiche à partir de 1978.
De plus, lorsque le Top star décide de prendre sa retraite (sotsugyo) la Top Musumeyaku va devoir la prendre au même moment. Le théâtre Takarazuka reflète la société japonaise, où le sexe biologique masculin prend les décisions pour le couple (la femme se voit dans l'obligation de le suivre).
Cette différence de traitement entre les genres [réf. souhaitée]se remarque aussi dans le théâtre kabuki, où les acteurs interprétant le onnagata (le nom donné à l'acteur interprétant le genre féminin) sont placés à la fin de la représentation sur un "tate-oyama" (escabeau à deux marches) alors que l'acteur interprétant le rôle masculin va être placé sur un "sandan"(escabeau à trois marches) et va être nommé tachiyaku, qui peut être traduit par rôle principal dans le kabuki.

## Maquillage
Le maquillage dans le Takarazuka a évolué à travers le temps. Se distingue en outre le maquillage otokoyaku pour les hommes et le maquillage musumeyaku pour les femmes.

### 1914 - 1927

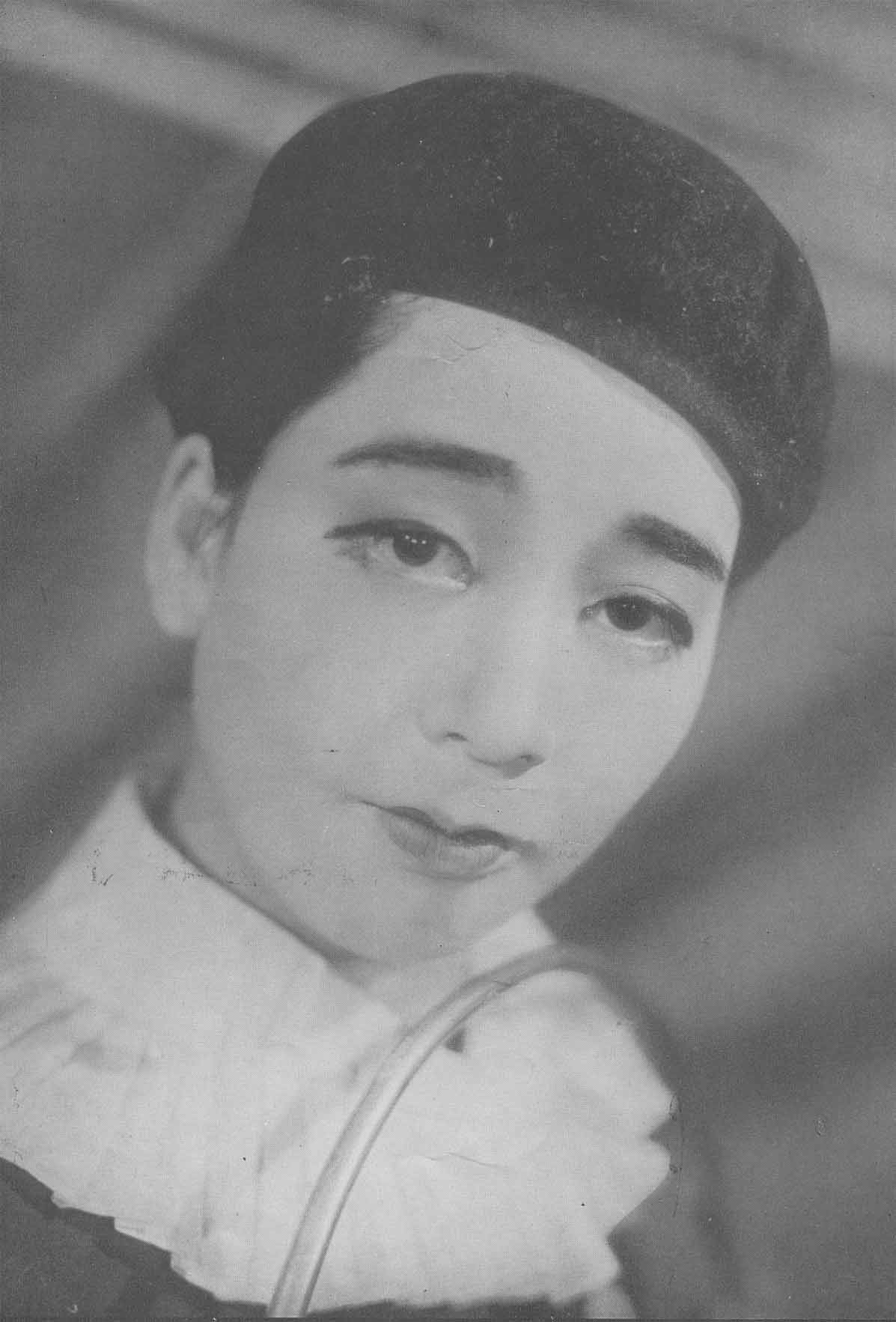
Kuniko Ashihara arbore un maquillage otokoyaku typique des années 30.

Le maquillage des takaraziennes était semblable à celui dans le kabuki. Il se nommait shironuri (peindre en blanc). Néanmoins, au niveau du maquillage, on ne distinguait pas encore les actrices aux rôles de musumeyaku et d'otokoyaku.

### 1930
La façon de se maquiller prend un tournant; en effet, les actrices vont s'inspirer de l'Occident et vont adopter des couleurs plus naturelles. Concernant les actrices jouant l'otokoyaku, elles portaient un pantalon et un chapeau pour camoufler leurs cheveux.

### 1960 - 1970
Cette époque fut un tremplin:  les actrices de takarazuka se maquillent à la mode "pop" influencée par l'Amérique. Elles vont mettre des faux cils bien fournis, se mettre du fard à paupières très voyant et coloré, se maquiller de façon à se débrider les yeux, etc.

### 1980 - 1990
L'euphorie pop commence à se calmer. Les takaraziennes privilégient un maquillage beaucoup plus sobre et raffiné; elles sont maquillées de façon classique à l'occidentale.

### 2000 - maintenant

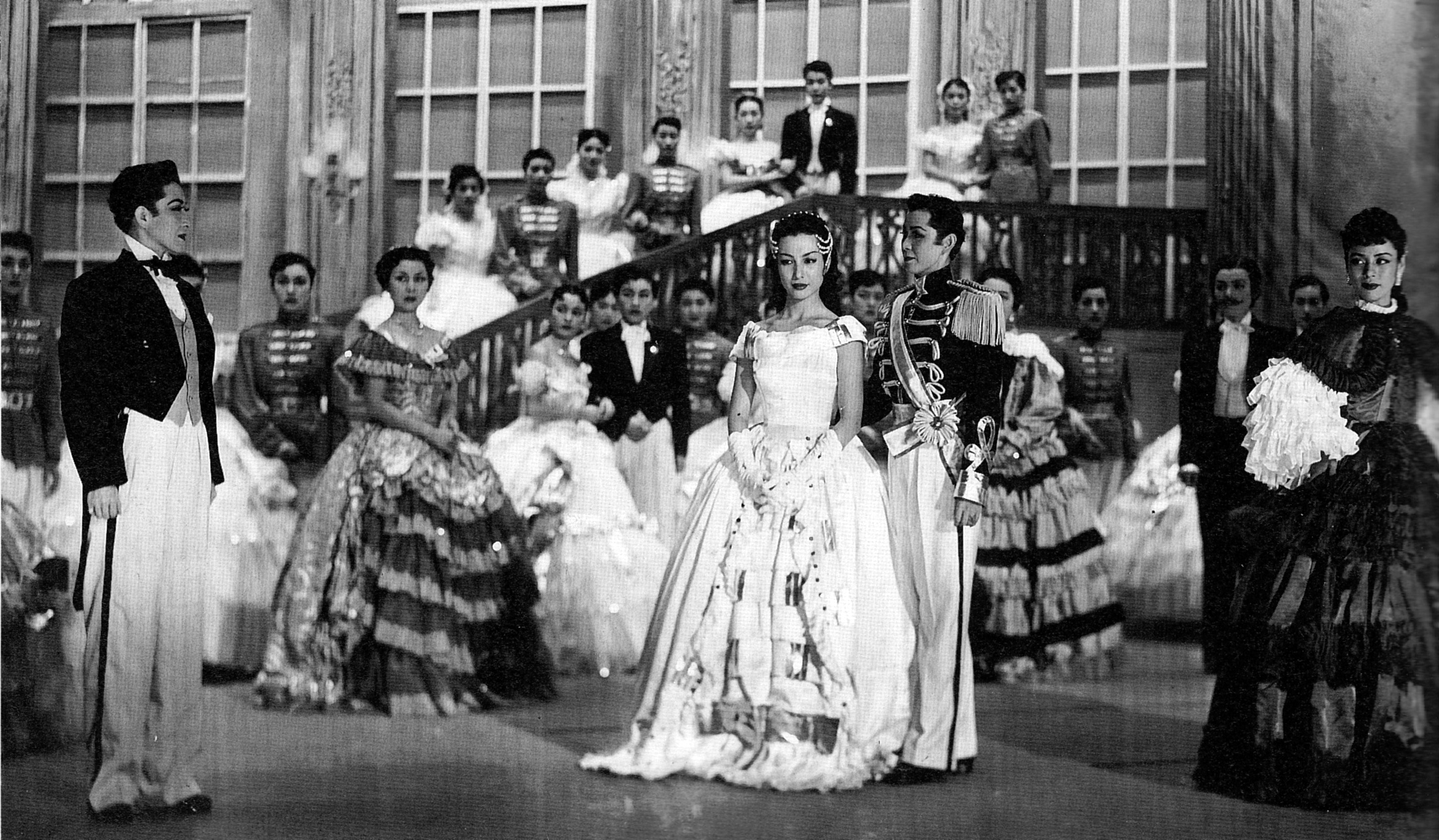
Costumes occidentaux.

Les actrices sont aujourd'hui maquillées de façon à représenter une femme "fatale", toujours sous l'influence de l'Occident. Elles vont faire en sorte d'agrandir et arrondir leurs yeux avec des crayons blancs, mettre du fard à paupière foncé au creux de l'œil pour donner de la profondeur au regard, travailler le nez de sorte à le rendre plus fin. Du côté des otokoyaku, les actrices vont se sculpter la mâchoire à l'aide de fond de teint plus foncé pour la rendre plus carrée, marquer les pommettes, se foncer les sourcils, etc. De plus, les otokoyaku vont se mettre du rouge à lèvres, des faux cils et du fard à paupières pour ne pas complètement se défaire de leur féminité réaliste.

## Musique
Les musiques que l'on retrouve dans les représentations de Takarazuka ont été influencées par l'Occident. Ce penchant pour la musique occidentale est né en 1927 peu de temps après le succès de la chanson « Mon Paris » traduite en japonais par Tatsuya Kishida. Il se confirme dans l'adaptation de spectacles francophones (Roméo et Juliette : De la haine à l'amour, Don Juan, 1789 : Les Amants de la Bastille).
Le Takarazuka a la chance d'avoir son propre orchestre qui joue en live a chaque représentation ce qui rend le spectacle encore plus grandiose.

## Fan Club
Il se trouve que 90% des fans de ce genre théâtral (Takarazuka) sont des femmes.
Les fans sont très importantes dans la vie d'une actrice de Takarazuka. En effet, dans la plupart du temps, ce sont ces fans qui vont s'occuper du bien être de leur idole. Elles vont leur préparer de quoi manger, se charger du leur transport ou même leur trouver un logement si elles font des représentations loin de chez elles. Les fans prennent le rôle de « manager » de l'actrice. Il y a une réelle différence entre les fans de takarazuka et les fans comme nous pouvons le voir en Occident. Les fans de takarazuka ne vont pas se ruer, crier ou bien même toucher l'actrice. Au contraire, elles font une haie d'honneur pour laisser passer l'actrice, et vont simplement l'encourager en lui offrant des petits cadeaux. Les fans ne veulent surtout pas faire honte à leur actrice; elles doivent bien se tenir et montrer cette image de respect pour ne pas ternir l'image de leur idole.
Cependant, on ne peut faire partie que d'un fan club encourageant qu'une seule actrice. La plupart du temps, les fans vont choisir une actrice au bas de la hiérarchie de Takarazuka, vont l'encourager et la suivre tout au long de sa carrière, et même après. En effet, les fans clubs sont aussi présents après la "graduation" de leur actrice favorite. C'est-à-dire que même après la retraite de l'actrice en question, les fans vont toujours continuer à lui procurer des services bénévolement.
On retrouve une relation et une protection maternelle des fans envers l'actrice en question. Les fans aiment voir leur actrice progresser et gravir des échelons; elles ont l'impression de s'investir dans leur réussite.

## Pièces

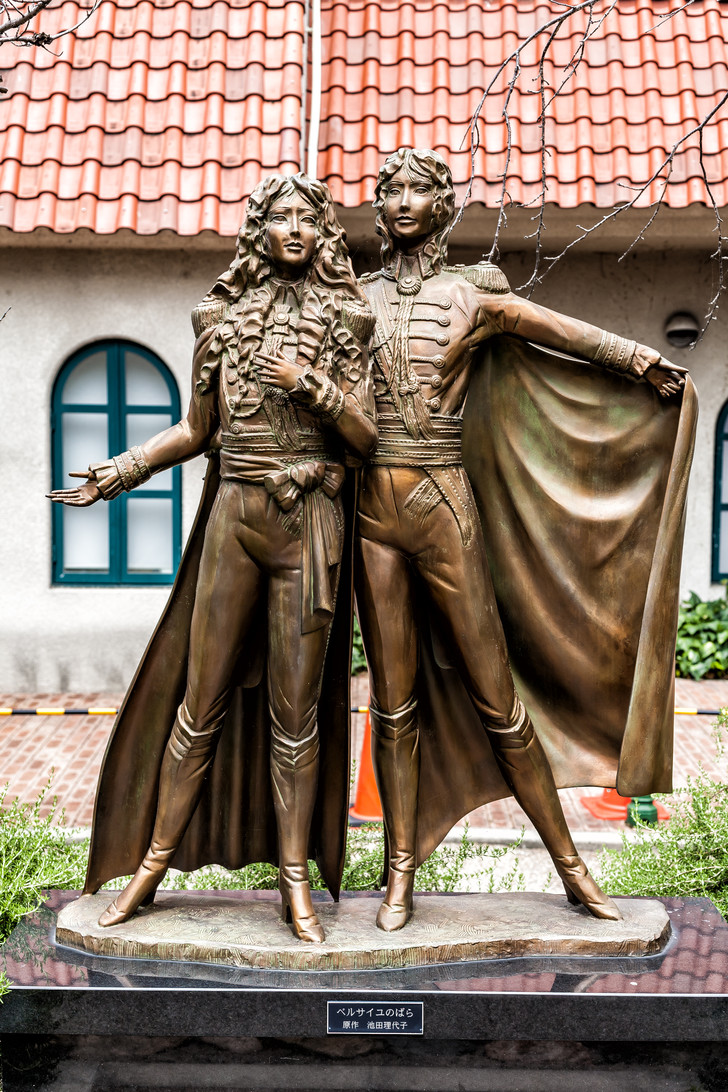
La sculpture à l'effigie de La Rose de Versailles devant le Théâtre Takarazuka.

Les sources d'inspiration du Takarazuka sont diverses.
Elles peuvent être des créations tirées d’œuvres nationales (notamment le célèbre Dit du Genji) mais aussi s'inspirer des œuvres étrangères. C'est le cas de l'opéra allemand Tristan et Iseut, de la pièce britannique Roméo et Juliette, de l'opéra chinois Adieu ma concubine ou du film américain Bonnie et Clyde qui ont tous été interprété par les troupes du Takarazuka.
On compte également dans leurs productions des adaptations de la littérature mondiale comme Autant en emporte le vent, Guerre et Paix, Le Portrait de Dorian Gray ou Le Rouge et le Noir.
La revue présente aussi les grands succès de Broadway (Phantom, Me and my girl) ou de la scène musicale européenne (Roméo et Juliette, de la haine à l'amour, Elisabeth, Don Juan, 1789 : Les Amants de la Bastille). Elle collabore en outre avec des compositeurs célèbres (Frank Wildhorn pour Never Say Goodbye, Gérard Presgurvic pour Napoléon : the Man Who Never Sleeps, Dove Attia pour Casanova) afin de proposer des créations originales.
Cependant, c'est la Reine Marie-Antoinette d'Autriche qui a changé à jamais le destin de la revue. Créée sur scène en 1974, La Rose de Versailles, adaptation du manga de Riyoko Ikeda, a été un tournant dans l'histoire de la revue Takarazuka car la pièce a pour la première fois mis en avant les rôles masculins. Selon le critique Atsuro Kawauchi : « Le Takarazuka avait l'habitude de jouer des histoires d'amour classiques qui attiraient à la fois hommes et femmes. Mais les thèmes de ses pièces ont changé depuis La Rose de Versailles qui propose au public non seulement une romance mais aussi de la camaraderie et un certain féminisme », souligne le critique.

## Anciennes Takarasiennes célèbres

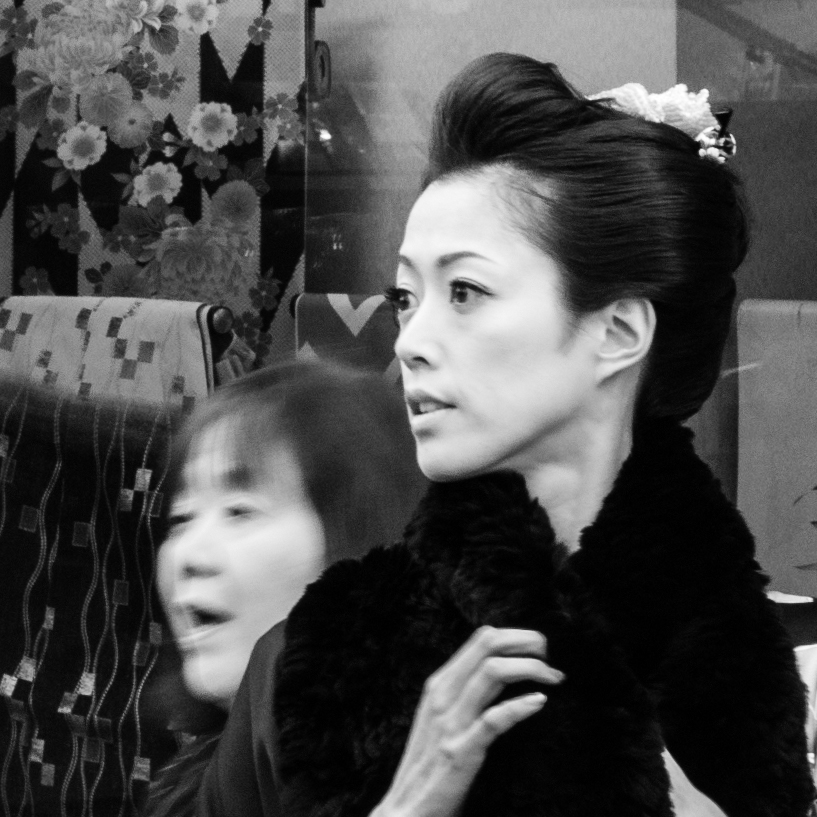
, ancienne Takarasienne.

| Otokoyaku | Musumeyaku |
| --- | --- |
| - Yūki Amami - Kei Aran - Hikaru Asami - Rio Asumi (en) - Mao Daichi - Sumire Haruno - Sena Jun - Sakiho Juri - Wataru Kozuki - Suzuho Makaze - Sei Matobu - Miki Maya - Hiroki Nanami - Tomu Ranju - Chihaya Saeki - Jun Shibuki - Mayo Suzukaze - Fubuki Takane - Yōka Wao - Natsuki Mizu - Yūga Yamato (en) - Reon Yuzuki | - Rei Dan (en) - Shoko Haida - Yūki Hana - Mari Hanafusa - Hana Jun - Risa Junna - Mahiru Konno - Rumiko Koyanagi - Hitomi Kuroki - Kiho Maaya - Reika Manaki - Hana Ranno - Miyu Sakihi - Ayase Senna - Yukiko Todoroki - Kaoru Yachigusa - Ami Yumeka |